# Джавадское ханство
Джавадское (Джаватское) ханство (азерб. Cavad xanlığı / جاواد خانلیغی) — феодальное владение, располагавшееся у слияния рек Куры и Аракса; в основном в пределах нынешних Сабирабадского и Аджигабульского районов Азербайджана.

## География
Столица ханства — город-крепость Джавад, на юго-западе от Шемахи, на левом берегу реки Куры, при впадении в неё Аракса. По словам Чулкова, «главное место Джавад, есть великая слобода».
На западе граничило с Карабахским и Карадагским, на севере с Ширванским (Шамаханским), на юге с Талышским ханствами; на востоке с Сальянским султанатом. Мугань, в основном, подчинялась Джавадскому ханству. Как пишет Г. Б. Абдуллаев: «Ханство Джавадское было относительно маленьким и, по существу, не превышало масштаба султанств».

## Население
Источники указывают, что языком населения Джавадского ханства был татарский язык, смешанный с тюркским. Русский военный историк П. Бутков отмечал, что в 1796 году в Джавадском регионе насчитывалось 470 семей или 1410 мужчин, большинство из которых являлись терекеме. Регион являлся местом зимовок терекеме состоявших в основном из шахсевен. Ими управлял Сефи-хан, живший в поселении Джавад.

## История
Джавадское ханство, как и другие азербайджанские ханства, образовалось в первой половине XVIII века на фоне ослабления центральной власти в государстве Надир-шаха, вызванного убийством последнего в 1747 году.
Во второй половине XVIII века Джавад подпадает в вассальную зависимость от Кубинского ханства. П. Г. Бутков пишет, что в 1768 году вместе с Шемахой «…и джавадский хан сделался от него (Фатали-хана — прим.) зависим». Будучи вассалом кубинского правителя, джавадский хан принимал участие во всех его мероприятиях и являлся членом тайного совета Кубинского ханства. После подчинения Джавадского ханства кубинский правитель Фатали-хан назначил здесь ханом своего сторонника, главу кочевников-шахсевенов — Тала Хасан-хана. Ричард Таппер обращает внимание на то, что Тала Хасан-хан не фигурирует ни в одной из родословной шахсевен и высказывает мысль, что он, возможно, происходил из талышской ханской семьи. В русской литературе и архивных первоисточниках его нередко именуют муганским ханом, либо Тала-Асаном или просто Асаном, у Бакиханова — муганский Гасан-хан.
В апреле 1778 года против кубинского Фатали-хана выступил гилянский хан Хидаят. Гилянские войска, захватив и разорив Сальяны, вышли на Мугань, где соединились с силами бывшего шемахинского хана Агаси. 6 апреля их отряды осадили крепостные сооружения Джавада. «Неприятели бросили в город 7 бомб, потом палили из пушек и от того в городе сделалось смятение», вслед за чем город пал. Как сообщают источники, джавадский правитель Тала Хасан-хан, поняв, что ему не удастся выстоять против превосходящих его по численности противников, вместе с сыном и братом «вышел из города» и направился в стан гилянского хана, «понеся каждый на шее саблю, что значило сдачу и просил о помиловании сераля и всех жителей»
При взятии города, там оказалось много талышей, которые бежали туда зимой того же года, когда гилянские войска выступили против Талышского ханства. По одним сведениям, из гор. Джавада было вывезено 900 пленных, а по другим 7500.
Во время похода в Ардебиль весной 1784 года, кубинский Фатали-хан изгнал тамошнего правителя Назар Али-хана и назначил губернатором в Ардебиле Тала Хасан-хана. Джавадский правитель Тала Хасан-хан скончался в 1789 году.